# Déli-Georgia és Déli-Sandwich-szigetek
A Déli-Georgia és Déli-Sandwich-szigetek az Egyesült Királyság tengerentúli területe, szigetcsoport az Atlanti-óceánon, a dél-amerikai Tűzföld és az Antarktiszi-félsziget között. A területnek 1985 óta van külön irányítása, előtte a Falkland-szigeteki gyarmatok részeként kormányozták. A felségterülethez Déli-Georgia szigete (a legnagyobb sziget a térségben), valamint egy csoport kisebb sziget tartozik, amelyeket összefoglaló nevükön Déli-Sandwich-szigeteknek hívnak. A szigeteknek nincs őslakosságuk, a lakosság gyakorlatilag a Bird-szigeti kutatóállomások legénységéből, tudósokból, a grytvikeni múzeum alkalmazottjaiból és a brit kormány tisztviselőjéből tevődik össze.
Déli-Georgia 1775 óta, a Déli-Sandwich szigetek pedig 1908 óta tartoznak brit fennhatóság alá. Déli-Georgia irányításának kiépítése 1843-ban kezdődött, az állandó helyi közigazgatás és a rendőrbíró 1909 óta szabályoz mindennemű gazdasági, tudományos és egyéb tevékenységet a térségben.
Argentína területi követelésekkel lépett fel az Egyesült Királysággal szemben: 1927-ben Déli-Georgiát, 1938-ban pedig a Déli-Sandwich szigeteket akarta megszerezni. Az Argentin Meteorológiai Szolgálat 1905-től fogva egészen 1949-ig együttműködött a britekkel a grytvikeni meteorológiai obszervatórium fenntartásában. Argentína egy tengerészeti állomást működtetett a Déli-Sandwich-szigeteken 1976 és 1982 között, amikor is Anglia felszámolta azt, és egy rövid időre elfoglalta Déli-Georgiát 1982-ben. Az argentin követelés mind a mai napig nem rendeződött, és nagyban hozzájárult az 1982-es falklandi háború kirobbanásához.

## Történelem

### Déli-Georgia
A szigetet először egy londoni kereskedő, Anthony de la Roché fedezte fel 1675-ben, és a korabeli térképeken Roché-szigetként van megnevezve. James Cook kapitány 1775-ben újra felfedezte, partra szállt, térképet rajzolt róla, a szigetet a Brit Birodalom részévé nyilvánította és III. György király tiszteletére elnevezte György király szigetének (Isle of Georgia).

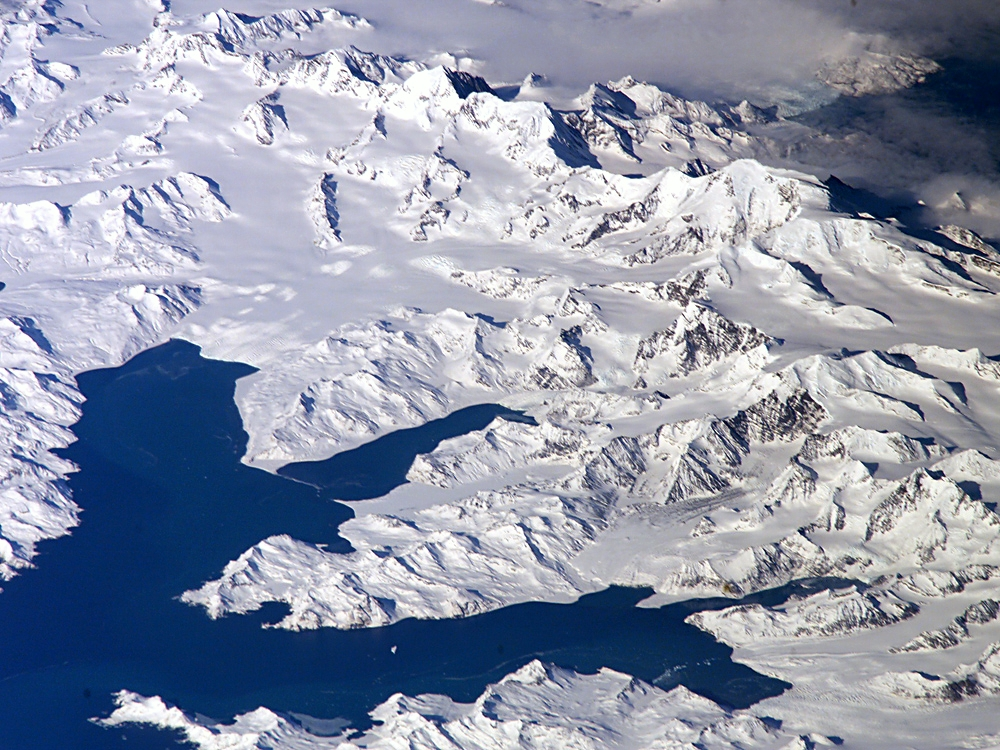
Déli-Georgia: Cumberland-öböl; Thatcher-félsziget a King Edward öböllel (Grytviken); Allardyce hegylánc a Mt. Paget csúccsal

A 19. században fókavadászok, majd a 20. század második feléig bálnavadászok állomásoztak a szigeten. Az első szárazföldi bálnavadász-állomást (Grytviken) 1904-ben hozták létre és egészen 1965-ig használták. A hét északi parti állomás nyugatról haladva sorrendben a következő:
- Prince Olav kikötő (1911-től hajón, 1916 és 1934 között szárazföldi);
- Leith kikötő (1909-1965);
- Stromness (1907-től hajón, 1912-1931 között szárazföldi, és 1960-1961-ig javítóműhely);
- Husvik (1907-től hajón, 1960-ig szárazföldi, 1930 és 1945 között nem üzemelt);
- Grytviken (1904-1965);
- Godthul (1908 és 1929 között kezdetleges szárazföldi állomás, fő tevékenység hajón folyt);
- Ocean kikötő (1909-1920).

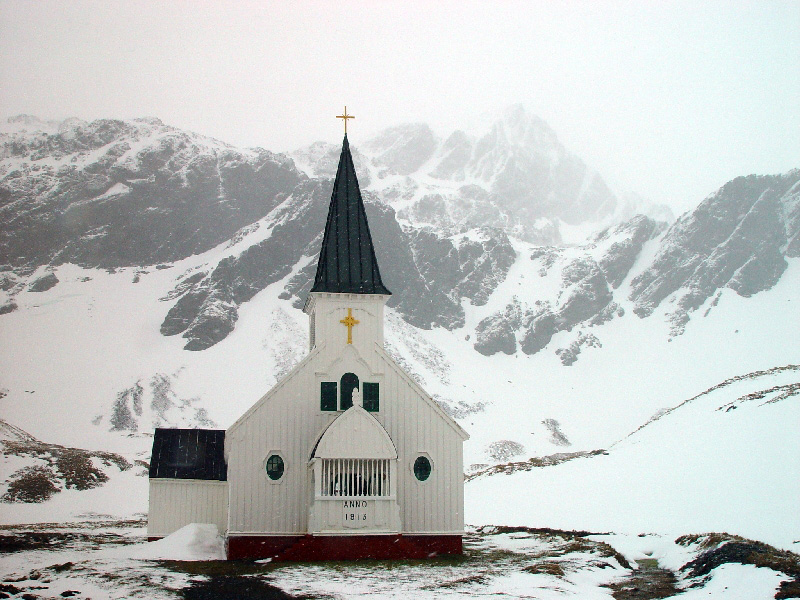
A grytvikeni templom

A második világháború alatt a brit haditengerészet egy felfegyverzett kereskedőhajót telepített a sziget körüli vizekre, hogy Déli-Georgia és az Antarktisz között őrködjön az esetleges német támadások kivédése érdekében.
A Falkland-szigeteki háború kirobbanásának előzménye volt, hogy 1982. március 12-én néhány argentin elfoglalta a Leith kikötőben álló elhagyatott bálnavadász állomást Déli-Georgián. Április 3-án az argentin csapatok megtámadták és elfoglalták Grytvikent. A szigetet április 25-én a britek visszafoglalták. A King Edward Point működő tudományos kutatóállomást eredetileg közigazgatási hivatalnak szánták (1909), majd 1949–50-ben kutatóállomássá alakította a British Antarctic Survey. A falklandi háború után helyőrségként működött. Civil használatra 2001-ben adták át ismét (jelenleg a British Antarctic Survey üzemelteti).

### Déli-Sandwich-szigetek
A szigeteket eleinte azért nevezték „déli” Sandwich-szigeteknek nehogy összetévesszék az „északi” Sandwich-szigetekkel, mai nevükön „Hawaii”. A 8 déli szigetet James Cook fedezte fel 1775-ben, az északi hármat pedig Fabian Gottlieb von Bellingshausen 1819-ben. A 11 szigetből álló szigetcsoport John Montague-ról, Sandwich angol város 4. grófjáról kapta a nevét.
Nagy-Britannia 1775-ben követelte Déli-Georgiát, hivatalosan 1908-ban csatolták az Egyesült Királysághoz a Déli-Sandwich-szigetekkel együtt. A Déli-Sandwich-szigeteket, Dél-Georgiát, valamint még néhány brit fennhatóság alá tartozó Antarktisz körüli szigeteket összefoglaló néven Falkland-szigeteki gyarmatoknak hívják.
Argentína több alkalommal is szembeszállt a britekkel a szigetek miatt. 1955. január 25-étől 1956 nyaráig tartotta fenn Argentína a Ferguson-öbölben (Thule-sziget délkeleti partján) a Teniente Esquivel nyári állomását. 1976 és 1982 között működtették a Corbeta Uruguay (Port Faraday, szintén a Thule-sziget délkeleti partján) nevű haditengerészeti támaszpontot. Annak ellenére, hogy a britek 1978-ban felfedezték a támaszpontot, egészen a falklandi háborúig nem számolták fel. A támaszpontot végül 1982. június 20-án szüntették meg.

## Szigetek

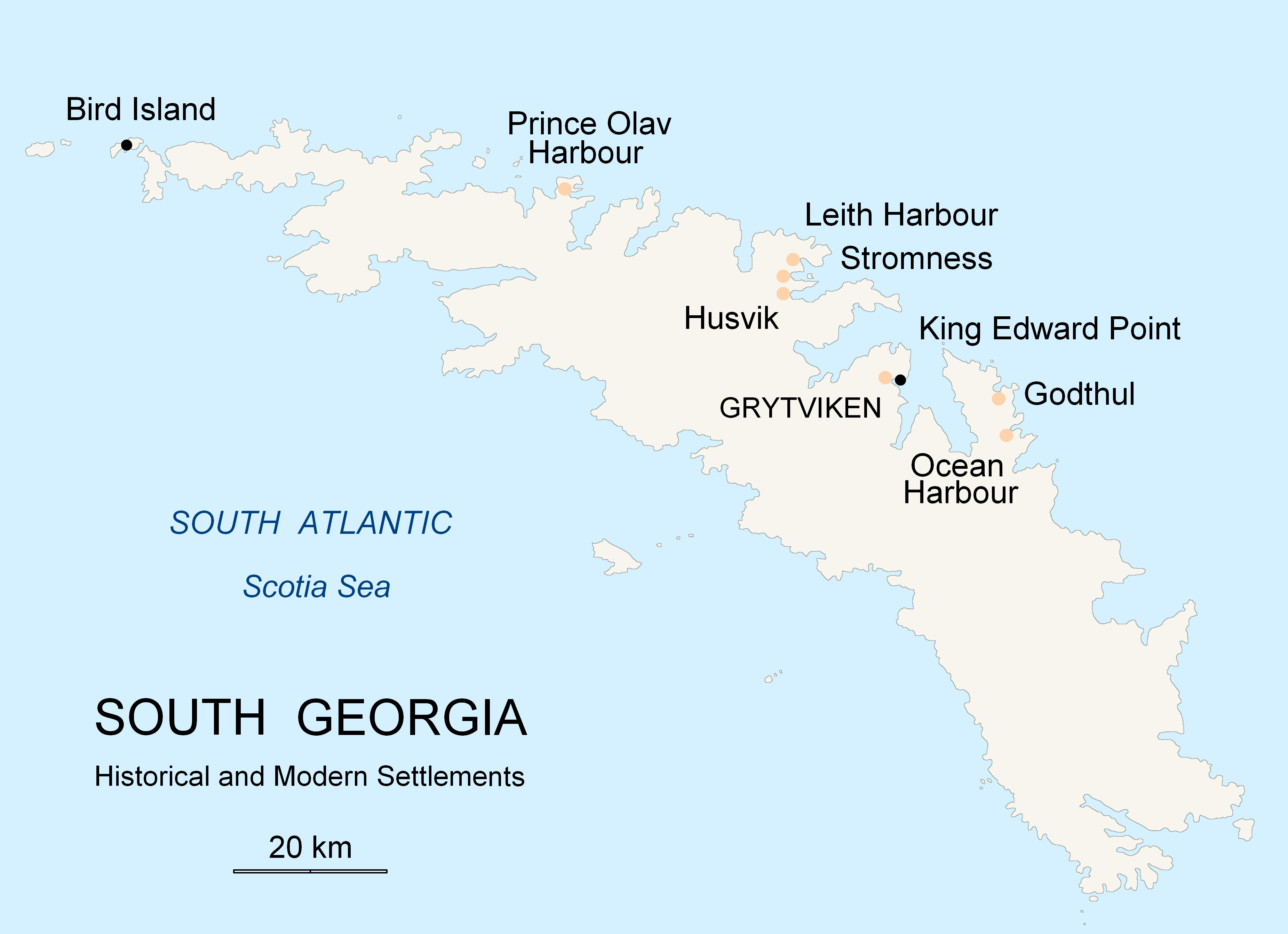
Déli-Georgia

Déli-Georgia és a Déli-Sandwich szigetek két fő szigetcsoportból állnak:
- Déli-Georgia és a hozzá tartozó szigetek
- Déli-Sandwich-szigetek

### Déli-Georgia és a hozzá tartozó szigetek
- Déli-Georgia, a legnagyobb sziget
  - Bird-sziget
  - Annenkov-sziget
  - Cooper-sziget
  - Pickersgill-szigetek
  - Welcome-szigetek
  - Willis-szigetek
  - Trinity-sziget
  - Black Rocks
- Shag Rocks 185 km-re nyugat-északnyugatra Déli-Georgiától
- Black Rock 169 km-re nyugat-északnyugatra Déli-Georgiától és 16 km-re délkeletre a Shag Rockstól
- Clerke Rocks 56 km-re kelet-délkeletre Déli-Georgiától

### Déli-Sandwich-szigetek
- Traversay-szigetek
  - Leskov-sziget
  - Visokoi-sziget
  - Zavodovski-sziget
- Candlemas-szigetek
  - Candlemas-sziget
  - Vindication-sziget
- Bristol-sziget
- Montagu-sziget

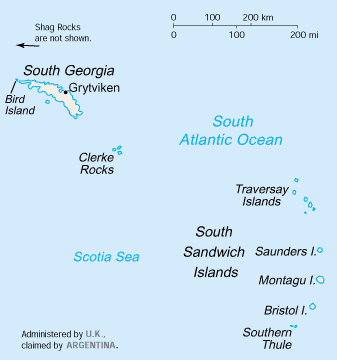
A szigetek térképe

- Saunders-sziget (hóval borított vulkánjának kráterében lávató izzik),[2]
- Déli-Thule-szigetek
  - Bellingshausen-sziget
  - Cook-sziget
  - Thule-sziget

## Földrajz

### Déli-Georgia
Déli-Georgia a Déli-Atlanti-óceánban helyezkedik el, 1390 km-re kelet-délkeletre a Falkland-szigetektől. Területe a kísérő szigetekkel együtt 3529 km², a Déli-Sandwich szigeteket nem számítva, amely különálló csoportot alkot. A központi sziget a Pepys-sziget (spanyolul San Pedro), amelynek területe 3528 km². Hegyvidék alkotja, 11 hegycsúcs 2000 m-nél magasabb. A hegyek oldalait gleccserekkel kitöltött mély völgyek szabdalják. A legnagyobb a Fortuna-gleccser. A sziget a Falkland-szigetekhez hasonlóan egy egykori nagyobb földrész maradványa. A Vénusz átvonulását figyelő német expedíció a Royal Baynél állomásozott, a sziget délkeleti részén 1882-ben.
Az éghajlat zord és változó, főleg nyugati szelekkel. Szinte minden csapadék hó formájában hull. Az uralkodó éghajlati viszonyok nehézzé teszi a hajóval történő megközelítést. Déli-Georgia nagyrészt terméketlen és meredek, gleccserekkel borított hegyei vannak; a Déli-Sandwich-szigetek vulkáni eredetűek, néhány aktív vulkánnal. A 2935 m magas déli-georgiai Mount Paget a legmagasabb pont. Déli-Georgia északi partján több nagy öböl is van, amelyek jó horgonyzóhelyet biztosítanak. A 20. században meghonosított rénszarvasok is élnek a szigeten.

### Déli-Sandwich-szigetek
A Déli-Sandwich-szigeteket 11 főleg vulkanikus sziget alkotja (nem számítva a közeli kisebb szigeteket) észak–déli irányú félkörben. Fontosabb szigetek:
| Szám | Sziget (spanyol név)                    | Terület (km²) | Magasság (m) | Legmagasabb csúcs | Hely                                  |
| ---- | --------------------------------------- | ------------- | ------------ | ----------------- | ------------------------------------- |
| 1.   | Zavodovski                              | 25            | 550          | Mount Curry       | 56°18'D, 27°34'Ny                     |
| 2.   | Leskov                                  | 0,3           | 190          | Rudder Point      | 56°40'D, 28°08'Ny                     |
| 3.   | Visokoi                                 | 35            | 915          | Mount Hodson      | 56°42'D, 27°13'Ny                     |
| 4.   | Candlemas (Candelaria)                  | 14            | 550          | Mount Andromeda   | 57°05'D, 26°39'Ny                     |
| 5.   | Vindication (Vindicatión)               | 5             | 430          | Quadrant Peak     | 57°06'D, 26°47'Ny                     |
| 6.   | Saunders                                | 40            | 805          | Mount Michael     | 57°48'D, 26°28'Ny                     |
| 7.   | Montagu (Jorge)                         | 110           | 1370         | Mount Belinda     | 58°25'D, 26°23'Ny                     |
| 8.   | Bristol (Blanca)                        | 46            | 1100         | Mount Darnley     | 59°03'D, 26°30'Ny                     |
| 9.   | Bellingshausen                          | 1             | 255          | Basilisk Peak     | 59°25'D, 27°05'Ny                     |
| 10.  | Cook                                    | 20            | 1115         | Mount Harmer      | 59°26'D, 27°09'Ny                     |
| 11.  | Thule vagy Morell-sziget (Tule del Sur) | 14            | 710          | Mount Larsen      | 59°27'D, 27°18'Ny                     |
|      | Déli-Sandwich-szigetek                  | 310           | 1370         | Mount Belinda     | 56°18' és 59°27'D, 26°20' és 28°08'Ny |

A Déli-Sandwich-szigetek lakatlanok. A Thule-szigeten 1976 és 1982 között állandó argentin kutatóállomás volt. Automatikus időjárás-figyelő állomások vannak a Thule és a Zavodovski-szigeten. A Zavodovski-szigettől északnyugatra van a Protector Shoal nevű tenger alatti vulkán.

## Gazdaság
A Déli-Georgia és Déli-Sandwich-szigetek gazdasági aktivitása a lakosság hiánya miatt korlátozott. A terület bevétele 300 000 dollár, szemben a közel 500 000 dolláros kiadással. A bevétel fő forrása a halászat, a turizmus és a bélyegkiadás. A halászat Déli-Georgia körül és a közeli vizeken folyik az év bizonyos hónapjaiban. A turizmus az utóbbi években jelent nagyobb bevételi forrást. A bélyegeket az Egyesült Királyságban adják ki.